# Scilla, Kalabrija
Scilla (kalabrijsko U Scigghiu; grško Σκύλλα, latinizirano: Skýlla) je mesto in občina v Kalabriji v Italiji, ki je upravno del metropolitanskega mesta Reggio Calabria. Po grški mitologiji je bila bivališče morske pošasti Scile.

## Opis
Mesto, 22 kilometrov oddaljeno od mesta Reggio di Calabria, leži na severnem koncu Mesinskega preliva in je sestavljeno iz dveh delov: središča mesta, kjer so med drugim mestni uradi, in Marine di Scilla, turističnega priobalnega dela s hoteli in restavracijami. Plaža je prvo mesto severno od Reggio Calabrie, kjer vode ne ohladijo morski tokovi.
Scillino obalno okrožje Chianalea je vključeno na seznam I Borghi più belli d'Italia, združenja majhnih italijanskih mest zgodovinskega pomena.
Grad Ruffo, trdnjava, ki so jo zgradili vojvode Kalabrije, gleda na plažo. Na terasi, obrnjeni proti morju, je svetilnik Scilla, pomembna pomoč ladjam, ki vstopajo v Mesinsko ožino s severa.

## Zgodovina
Rečeno je, da so to obalno območje prvi naselili tirenski pirati leta 493 pr. n. št., drugi pa trdijo, da je bilo naseljeno že v času trojanske vojne v 12. stoletju pr. n. št..
Mesto Scilla ima starodavni izvor, ki se povezuje predvsem z obdobjem uničenja Troje in se sklicuje na mite in legende o Odiseju s Scilo in Karibdo, Homerja in Danteja Alighierija. Ime izhaja iz mitološke figure Scile, mlade nimfe, ki je zavrnila Glavkovo ljubezen. Tako je odšel do vanj zaljubljene čarovnice Kirke in jo prosil, naj mu pomaga osvojiti Scilino srce. Užaljena čarovnica je zastrupila morski bazen, v katerem se je nimfa kopala, in jo spremenila v grozljivo šesteroglavo pošast, ki je uničila vsako ladjo, ki je plula skozi Mesinski preliv. Scila naj bi živela v skali, na kateri stoji Castello di Ruffo.
Leta 1806, med britansko ekspedicijo na Sicilijo, da bi se zoperstavila francoski invaziji na Neapelj, je bil grad Scilla dvakrat oblegan.

## Geografija
Občina Scilla vključuje naselja Favazzina, Melia in Solano Superiore.
Scilla meji na občini Bagnara Calabra in Villa San Giovanni.
Scilla leži nasproti Sicilije, ki je vidna iz mesta. Ob dobri vidljivosti se vidi tudi otok Stromboli.

## Zanimivosti
Vredni ogleda sta cerkvi Chiesa dello Spirito Santo iz 18. stoletja z baročno fasado in Chiesa dell’Immacolata. Ta je bila v 20. stoletju popolnoma prezidana in prikazuje mozaik mesta. Nad Chiesa dell'Immacolata je grad družine Ruffo, ki je mestu vladala od 16. do začetka 19. stoletja.
Zavetnik mesta je sveti Rok.

## V popularni kulturi
Scilla je eno od dveh glavnih prizorišč v Elizabeth Street, zgodovinskem romanu Laurie Fabiano iz leta 2009, ki pripoveduje o izkušnjah družine, ki se v začetku 20. stoletja iz Scille izseli v sosesko Mala Italija v New Yorku. Na podlagi avtorjeve družinske zgodovine vključuje podroben opis potresa in cunamija leta 1908.

## Galerija
- Marina Grande
- Plaža Marina Grande
- Chianalea in grad
- Scilla in grad Ruffo
- Hiše ob vodi v Scilli
- Stromboli viden iz Scille v mraku